# Pangkal Mas Mulya
Pangkal Mas Mulya is een bestuurslaag in het regentschap Mesuji van de provincie Lampung, Indonesië. Pangkal Mas Mulya telt 1259 inwoners (volkstelling 2010).